# カルロス・エドゥアルド・フェレイラ・バティスタ
カカ（Káká）こと、カルロス・エドゥアルド・フェレイラ・バティスタ（Carlos Eduardo Ferreira Batista 、1992年10月6日 - ）は、ポルトガル・ヴィゼラ出身のプロサッカー選手。UDレイリア所属。ポジションは、ディフェンダー（レフトバック）。